# Apiacás
Os apiakás são um povo indígena brasileiro, localizado no estados brasileiros de Mato Grosso e Pará. No ano de 1989, sua população estimada era de 43 pessoas e, em 2001, tal grupo contava com 192 indivíduos. Historicamente, falam a língua apiacá, uma língua da família tupi-guarani, do tronco tupi.

## História
A história mostra que inúmeras expedições de reconhecimento de aventureiros que passaram na região do atual município. Marcou época a Navegação Paranista, ou Carreira do Pará, que uniu comercialmente a cidade paraense de Belém à Diamantino em terras mato-grossense. O trajeto obrigava sulcar as águas do Juruena, principal rio em volume d’água do Estado.  
A denominação Apiacás, é homenagem e referência aos primitivos moradores deste imenso território setentrional. O povo indígena apiaká dividia espaço com os mundurukus, kayabis e rikbatsa na Terra Indígena Munduruku. Por ser região de muitas belezas naturais, privilegiada pela natureza, era disputado com grande veemência pelos povos indígenas que a habitavam.
O povo apiaká foi deslocado para uma reserva indígena no município de Juara, onde tenta reestruturar sua vida tribal, longe de seu território de origem.  Encerrada a navegação paranista, a região voltou-se para nova atividade que surgiu na região amazônica, junto com a República do Brasil - a extração da borracha. Neste período recaiu sobre os Estados, recém criados, a gerência das terras e dos bens.   
A situação dos limites, até então desmarcados levou os Estados da Amazonas, Pará e Mato Grosso a litígios jurídicos, apenas resolvidos na barra do poder federal. Para Amazonas e Mato Grosso, ficou ajuizado no Supremo Tribunal Federal a linha entre os pontos: paralelo 8º 48’’ e a Cachoeira de Santo Antônio. Para o Pará e Mato Grosso, o Congresso Nacional estabeleceu a linha entre o Salto das Sete Quedas e a Ilha do Bananal.

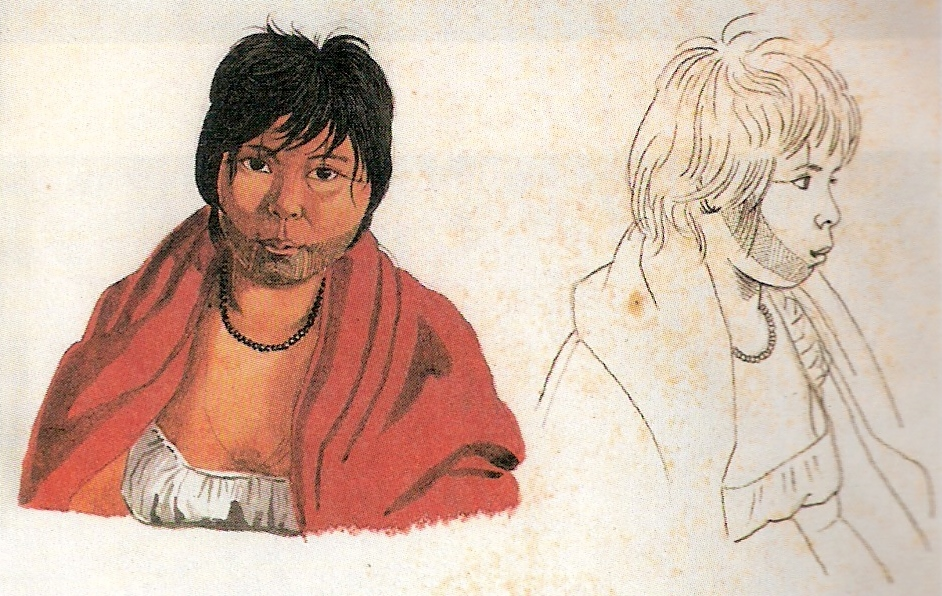
Índia Apiaká
(pintura de Hércules Florence, 1827)

O comércio de borracha movimentou a região, conforme narra Estevão de Mendonça, em Datas Mato-grossenses, vol. II, pp18-19:   
“...7 de julho - 1891 - o governador do Estado, coronel João Nepomuceno de Medeiros Mallet, resolve criar as coletorias constantes do Decreto que se segue:   
- Considerando que os produtos da indústria extrativa da parte superior das bacias dos rios Madeira e Tapajós e bem assim os de seu afluentes, são encaminhados para os Estados do Amazonas e Pará;   
- Considerando que por falto de coletores e agências fiscais naquelas regiões, até hoje o Estado de Mato Grosso não tem recebido os direitos de exploração desses produtos, que tem sido cobrados por aqueles Estados.   
- Considerando que esses direitos cada vez mais tendem a elevar-se em vista do grande desenvolvimento que vai ter essa indústria com a concessão feita pelo governo federal por Decretos nº 718, de 5 de setembro de 1980, e nº 838, de 11 de outubro do mesmo ano, a Charles H. Ward.   
Decreta:   
Artigo 1º - Ficam criadas coletorias para arrecadação de impostos. Um na margem do Rio Madeira, próximo à Cachoeira de Santo Antonio e outra na margem do Tapajós, junto à foz do Rio São Manoel  ou Três Barras...   
Artigo 3º - Essas coletorias e agências fiscais se regerão pelo regulamento que baixou com o Ato nº 57, de 22 de abril de 1889, que consolidou a legislação vigente e deu novas regras para a cobrança de impostos de lançamento.”   
A criação das coletorias não foi recebida com agrado pelos Estados Limítrofes, que logo trouxeram à tona larga discussão sobre as raias de Mato Groso pelo lado norte.   
A influência do Pará e Amazonas se fazia notar na legislação mato-grossense. Assim denuncia a Lei nº 313, de 25 março de 1902.   
“... Artigo 4º - A taxa sobre a borracha, decretada nesta Lei, não compreende a que for exportada pelos Collectorias do Tapajós e de São Manoel, a qual pagará respectivamente os mesmos impostos dos artigos similares nos Estados do Pará e Amazonas.”   
A região passou ao município de Aripuanã, através do Decreto-Lei-Federal nº 545, de 31 de dezembro de 1943 e permaneceu em letargo, mal acordada na época da Terceira Borracha de Mato Grosso, a partir de 1950.   
O movimento mais prenunciado veio do garimpo de ouro, iniciado em 1979. As atividades programadas, no entanto, vinham da colonização de Ariosto da Riva. Inicialmente assentou as bases em Alta Floresta. Ariosto da Riva atingiu Apiacás em 1982, com a região já dependente do município de Alta Floresta. Tratava-se do desenvolvimento regional programado da Indeco - companhia povoadora de da Riva. O primeiro negociante de Apiacás foi Raimundo Moreira, apelidado “Zelão”, chegado em julho de 1982. O primeiro padeiro, Eurípedes de Paula Borges. A 15 de maio de 1983, teve início o loteamento de núcleo Apiacás, após demarcação dos lotes urbanos e rurais a serem comercializados.
Em 1984, estourou forte o garimpo, com explosão demográfica baseada no fluxo migratório garimpeiro. Este fator interferiu no trabalho pragmático agropecuário.   

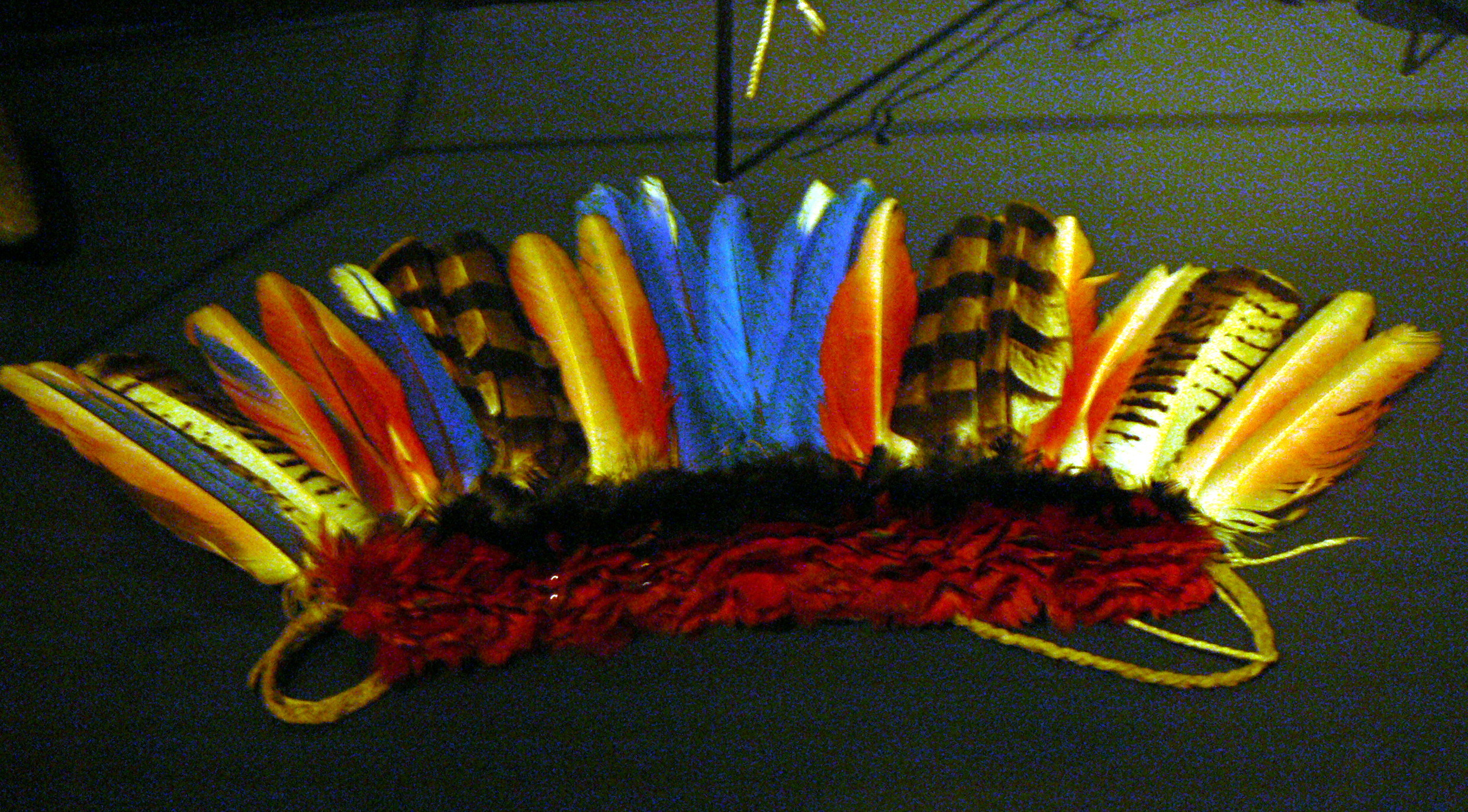
Arte plumária dos Apiaká

Mas, apesar das crises da população, o povoado cresceu, forçando a criação do distrito, o que ocorreu através da Lei nº 4.978, de 30 de abril de 1986, de autoria dos deputados Osvaldo Sobrinho e Benedito Santiago, com território pertencente a Alta Floresta.   
Com o crescimento de Apiacás, preparou-se a criação do município. Por acontecer o plebiscito em tempos de chuvas fortes, o número de votantes não atingiu o necessário para validade. Um segundo plebiscito acusou 68,3% de comparecimento. Dos 5.956 eleitores, 4.069 votaram “sim”.  A Lei nº 5.322, de 6 de julho de 1988, de autoria do deputado João Teixeira e sancionada pelo governador Carlos Bezerra, criou o município: Artigo 1º - "Fica criado o município de Apiacás, com território desmembrado do município de Alta Floresta"; Artigo 2º - "O município, ora criado, será instalado com a posse do prefeito, vice e vereadores, cuja eleição será simultânea com a daqueles já existentes.".
A instalação deu-se no dia 1º de janeiro de 1989, com a posse do primeiro prefeito municipal eleito, Sr. Augusto dos Santos Neto e do vice-prefeito Bruce Antônio Vincenzi.   
Nesta mesma ocasião tomara assento na 1ª Câmara Municipal de Apiacás, os seguintes vereadores: Maurício Cezar Bento, Olímpio Mafezolli, Jorge Carlos da Silva, Mário Fadel, Antônio Farias de Araújo, Pedro Costa, Raimundo Pereira da Silva, Vaner Mechi e Wilson da Silva.   
Neste período verificou-se uma situação inusitada, a população era de aproximadamente 69.595 pessoas, sendo que 6.722 na área urbana, 8.324 na zona rural e o restante, 54.550 habitantes eram garimpeiros, ou seja, população flutuante.

## Homenagens
A espécie de peixe Corydoras apiaka, que habita o Rio Tapajós, foi nomeada em homenagem ao povo apiacá, em 2014.